# Nhà nước Palestine
Palestine (tiếng Ả Rập: فلسطين, đã Latinh hoá: Filasṭīn), quốc hiệu là Nhà nước Palestine (tiếng Ả Rập: دولة فلسطين, đã Latinh hoá: Dawlat Filasṭīn) là một quốc gia có chủ quyền về mặt pháp lý tại khu vực Trung Đông, được 147 quốc gia thành viên Liên Hợp Quốc công nhận và kể từ năm 2012 thì có vị thế là nhà nước quan sát viên phi thành viên tại đây. Palestine yêu sách chủ quyền đối với Bờ Tây và Dải Gaza cùng Đông Jerusalem là thủ đô. Tuy nhiên, các khu vực này đều đang bị Israel chiếm đóng từ năm 1967 sau Chiến tranh Sáu Ngày. Nền độc lập của Nhà nước Palestine được Tổ chức Giải phóng Palestine tuyên bố vào ngày 15 tháng 11 năm 1988 tại Algiers với vị thế là một chính phủ lưu vong.

## Từ nguyên
Từ thời kỳ Anh cai trị, thuật ngữ "Palestine" liên kết với khu vực địa lý mà nay bao gồm Nhà nước Israel, Bờ Tây và Dải Gaza. Sử dụng tổng thể thuật ngữ "Palestine" hoặc thuật ngữ liên quan cho khu vực tại góc đông nam của Địa Trung Hải nằm bên Syria có lịch sử từ thời Hy Lạp cổ đại, Herodotus viết "huyện của Syria, gọi là Palaistine" tại đó người Phoenicia tương tác với các cư dân hàng hải khác trong tác phẩm The Histories.

## Lịch sử
Năm 1947, Liên Hợp Quốc thông qua kế hoạch phân chia cho giải pháp hai nhà nước tại lãnh thổ uỷ trị Palestine. Kế hoạch được giới lãnh đạo Do Thái chấp thuận song các thủ lĩnh Ả Rập bác bỏ, còn Anh từ chối thi hành kế hoạch. Ngay trước khi Anh triệt thoái, Cơ quan Do Thái vì Israel tuyên bố thành lập Nhà nước Israel theo kế hoạch Liên Hợp Quốc đề xuất. Ủy ban Cao cấp Ả Rập không tuyên bố một nhà nước của mình, thay vào đó họ cùng với Ngoại Jordan, Ai Cập và các thành viên khác của Liên đoàn Ả Rập bắt đầu hành động quân sự dẫn tới chiến tranh Ả Rập-Israel 1948. Trong chiến tranh, Israel giành được thêm các lãnh thổ vốn được kế hoạch của Liên Hợp Quốc xác định là bộ phận của nhà nước Ả Rập. Ai Cập chiếm đóng Dải Gaza và Ngoại Jordan chiếm đóng Bờ Tây. Ai Cập ban đầu ủng hộ thành lập một chính phủ toàn Palestine, song từ bỏ vào năm 1959. Ngoại Jordan chưa từng công nhận chính phủ này, thay vào đó họ quyết định hợp nhất Bờ Tây vào lãnh thổ của mình để hình thành Jordan. Hành động sáp nhập được phê chuẩn vào năm 1950 song bị cộng đồng quốc tế bác bỏ. Trong Chiến tranh Sáu ngày năm 1967, Ai Cập, Jordan, và Syria chiến đấu với Israel, kết quả là Israel chiếm đóng Bờ Tây và Dải Gaza, cùng các lãnh thổ khác.
Năm 1964, khi Bờ Tây còn do Jordan kiểm soát, Tổ chức Giải phóng Palestine (PLO) được thành lập với mục tiêu là đương đầu với Israel. Hiến chương Quốc gia Palestine của Tổ chức Giải phóng Palestine xác định biên giới của Palestine là toàn bộ lãnh thổ còn lại của lãnh thổ uỷ trị, kể cả Israel. Sau chiến tranh Sáu ngày, Tổ chức Giải phóng Palestine chuyển đến Jordan, song rời sang Liban sau sự kiện Tháng 9 Đen năm 1971.
Hội nghị thượng đỉnh Liên đoàn Ả Rập năm 1974 xác định Tổ chức Giải phóng Palestine là đại biểu hợp pháp duy nhất của nhân dân Palestine và tái xác nhận "quyền lợi của họ về thành lập cấp bách một nhà nước độc lập." Trong tháng 11 năm 1974, Tổ chức Giải phóng Palestine được công nhận là đủ thầm quyền trên mọi vấn đề liên quan đến vấn đề Palestine khi Đại hội đồng Liên Hợp Quốc trao cho họ vị thế quan sát viên với tư cách một "thực thể phi quốc gia" tại Liên Hợp Quốc. Sau Tuyên ngôn Độc lập năm 1988, Đại hội đồng Liên Hợp Quốc chính thức thừa nhận tuyên ngôn và quyết định sử dụng định danh "Palestine" thay vì "Tổ chức Giải phóng Palestine" trong Liên Hợp Quốc. Mặc dù vậy, Tổ chức Giải phóng Palestine không tham gia Liên Hợp Quốc với vai trò là chính phủ của Nhà nước Palestine.
Năm 1979, thông qua Hiệp định Trại David, Ai Cập chấm dứt yêu sách của mình đối với Dải Gaza. Trong tháng 7 năm 1988, Jordan nhượng lại yêu sách chủ quyền của mình đối với Bờ Tây—với ngoại lệ là trách nhiệm giám hộ Haram al-Sharif—cho Tổ chức Giải phóng Palestine. Trong tháng 11 năm 1988, cơ quan lập pháp của Tổ chức Giải phóng Palestine tuyên bố thành lập "Nhà nước Palestine". Trong tháng sau, Nhà nước Palestine nhanh chóng được nhiều quốc gia công nhận, bao gồm Ai Cập và Jordan. Trong Tuyên ngôn Độc lập Palestine, Nhà nước Palestine được mô tả là được thành lập trên "lãnh thổ Palestine", song không nêu cụ thể hơn. Do đó, một số quốc gia công nhận Nhà nước Palestine trong tuyên bố công nhận của họ đề cập đến "biên giới năm 1967", do đó công nhận đó chỉ là lãnh thổ Palestine bị chiếm đóng chứ không phải là Israel. Nhà nước Palestine khi trình đơn xin làm thành viên Liên Hợp Quốc cũng ghi rõ rằng họ dựa trên "biên giới năm 1967". Trong các cuộc đàm phán Hiệp định Oslo, Tổ chức Giải phóng Palestine công nhận quyền tồn tại của Israel, và Israel công nhận Tổ chức Giải phóng Palestine là đại biểu của nhân dân Palestine. Từ năm 1993 đến năm 1998, Tổ chức Giải phóng Palestine cam kết thay đổi các điều khoản của Hiến chương Quốc gia Palestine không phù hợp với mục tiêu giải pháp hai nhà nước và cùng tồn tại hoà bình với Israel.
Sau khi Israel giành quyền kiểm soát Bờ Tây từ Jordan và Dải Gaza từ Ai Cập, họ bắt đầu lập các khu định cư Israel tại đó. Các khu này được tổ chức thành quận Judea và Samaria (Bờ Tây) và Hội đồng khu vực Hof Aza (Dải Gaza). Quyền cai quản cư dân Ả Rập trong các lãnh thổ này thuộc Chính quyền Dân sự Israel và các hội đồng tự quản địa phương tồn tại từ trước khi Israel chiếm cứ. Năm 1980, Israel quyết định đóng băng bầu cử cho các hội đồng này và thay vào đó lập ra các liên minh làng có các công chức chịu ảnh hưởng của Israel. Sau đó mô hình này trở nên không hiệu quả đối với cả Israel và người Palestine, và các liên minh làng bắt đầu tan vỡ, liên minh làng cuối cùng mang tên liên minh Hebron giải thể vào năm 1988.
Năm 1993, trong Hiệp định Oslo, Israel thừa nhận đoàn đàm phán của Tổ chức Giải phóng Palestine là "đại biểu của nhân dân Palestine", đổi lại Tổ chức Giải phóng Palestine công nhận quyền tồn tại hoà bình của Israel, chấp thuận các nghị quyết 242 và 338 của Hội đồng Bảo an Liên Hợp Quốc, và từ bỏ "bạo lực và khủng bố". Do đó, vào năm 1994 Tổ chức Giải phóng Palestine thành lập Chính quyền Dân tộc Palestine (PNA hoặc PA), thực thi một số chức năng chính phủ tại một số nơi của Bờ Tây và Dải Gaza.
Theo hình dung trong Hiệp định Oslo, Israel cho phép Tổ chức Giải phóng Palestine thành lập các thể chế hành chính lâm thời trên các lãnh thổ Palestine, dưới hình thức PNA. Họ được giao quyền kiểm soát dân sự tại khu vực B và quyền kiểm soát dân sự và an ninh tại khu vực A, và duy trì không can thiệp vào khu vực C. Năm 2005, sau khi Israel thi hành rút quân đơn phương, Chính quyền Dân tộc Palestine giành quyền kiểm soát hoàn toàn Dải Gaza với ngoại lệ là biên giới, sân bay và lãnh hải. Năm 2007, Hamas chiếm Dải Gaza khiến người Palestine bị phân chia về chính trị và lãnh thổ, với phái Fatah của Abbas cai quản phần lớn Bờ Tây và được quốc tế công nhận là Chính quyền Palestine chính thức, trong khi Hamas đảm bảo quyền kiểm soát đối với Dải Gaza. Trong tháng 4 năm 2011, các đảng phái Palestine ký kết một thoả thuận hoà giải, song việc thực hiện bị đình trệ
Ngày 29 tháng 11 năm 2012, với đa số phiếu tán thành, Đại hội đồng Liên Hợp Quốc thông qua nghị quyết 67/19, nâng cấp Palestine từ một "thực thể quan sát viên" thành một "nhà nước quan sát viên phi thành viên" trong hệ thống Liên Hợp Quốc, được mô tả là hành động công nhận chủ quyền của Tổ chức Giải phóng Palestine.

## Địa lý
Dải Gaza có địa hình bằng phẳng hay gợn sóng, với các đụn cát gần bờ biển. Điểm cao nhất là Abu 'Awdah (Joz Abu 'Auda), với độ cao 105 mét trên mực nước biển. Địa hình Bờ Tây chủ yếu là vùng cao gồ ghề bị chia tách, có một số thực vật tại phía tây, song phía đông hơi khô cằn. Độ cao biến đổi từ bờ bắc của biển Chết là 429 m dưới mực nước biển, đến điểm cao nhất trên núi Nabi Yunis đạt 1.030 m trên mực nước biển. Khu vực Bờ Tây không giáp biển, là khu vực tiếp nước cho nước ngầm duyên hải của Israel.
Đồng bằng duyên hải Gaza gồm các đụn cát và trầm tích pha cát màu mỡ. Ngoại trừ một cát kết đá vôi xốp gọi là kurkar trong tiếng Ả Rập, không có đá nào khác trong khu vực. Trong khi đó, các núi thấp chiếm ưu thế tại Bờ Tây: núi Gerizim (881m), Nabi Samwil (890m), và núi Scopus (826m). Các đá chủ yếu bao gồm trầm tích biển (đá vôi và dolomit). Tính xốp của đá cho phép nước ngấm xuống địa tầng không xốp, rồi cung cấp nước cho nhiều tầng ngậm nước trong khu vực.
Thung lũng Jordan là một đứt đoạn của hệ thống đứt đoạn Biển Chết, một phần kéo dài của Thung lũng tách giãn Lớn phân tách mảng châu Phi khỏi mảng Ả Rập. Toàn bộ đứt đoạn được cho là từng gãy nhiều lần, chẳng hạn như trong động đất năm 749 và năm 1033. Hụt trượt do sự kiện năm 1033 đủ để gây ra một trận động đất khoảng 7,4 Mw.
Sông Jordan là sông lớn nhất tại Palestine, tạo thành biên giới phía đông của Bờ Tây cho đến khi đổ vào biển Chết. Báo cáo cho hay có tới 96% nước sạch sông Jordan bị điều hướng bởi Israel, Jordan và Syria, mặt khác lượng lớn nước thải chưa xử lý được cho chảy ra sông. Một báo cáo vào năm 2013 cho thấy rằng Israel thường từ chối để cư dân Palestine tại thung lũng Jordan tiếp cận sông. Biển Chết là thực thể nước lớn nhất tại Palestine, còn thung lũng Marj Sanur tạo thành một hồ theo mùa. Một số dòng chảy không thường xuyên, tiếng Ả Rập gọi là wadi, chảy vào sông Jordan hoặc biển Chết qua Bờ Tây, một số wadi chảy qua Israel vào Địa Trung Hải.
Khí hậu tại Bờ Tây chủ yếu là khí hậu Địa Trung Hải, mát hơn một chút tại các khu vực cao phía tây so với bờ biển. Tại phía đông, Bờ Tây bao gồm phần lớn sa mạc Judea trong đó có bờ biển phía tây của biến Chết, có đặc trưng là khô nóng. Gaza có khí hậu bán khô hạn nóng với mùa đông ôn hoà và mùa hè khô nóng. Mùa xuân đến vào khoảng tháng 3-4, và tháng nóng nhất là tháng 6-7, với nhiệt độ trung bình là 33 °C. Tháng lạnh nhất là tháng 1 với nhiệt độ thường là 7 °C. Mưa hiếm và thường xuất hiện từ tháng 11 đến tháng 3, với lượng mưa hàng năm là 116 mm.
Tài nguyên tự nhiên của Palestine gồm có bùn lấy từ biển Chết, có chứa magie, cali cacbonat hay brom. Tuy nhiên, tài nguyên này là độc quyền của các khu định cư Israel; một báo cáo vào năm 2015 cho rằng giá trị gia tăng của việc tiếp cận các nguồn tài nguyên tự nhiên này có thể mang lại cho nền kinh tế 918 triệu USD mỗi năm. Palestine cũng có nhiều mỏ khí đốt với trữ lượng cao trong khu vực lãnh hải của Dải Gaza; tuy nhiên chúng chưa được khai thác do Israel hạn chế khu vực lãnh hải của Gaza từ 3 đến 6 hải lý trong hành động phong toả Gaza.
Dải Gaza phải đối diện với hoang mạc hoá, mặn hoá nước ngọt, xử lý nước thải, dịch bệnh truyền qua nước, suy thoái đất, và cạn kiệt cùng ô nhiễm tài nguyên nước ngầm. Bờ Tây cũng có nhiều vấn đề tương tự, dù nước sạch sung túc hơn nhiều song việc tiếp cận bị hạn chế do Israel tiếp tục chiếm đóng.

## Chính trị

### Chính phủ
Nhà nước Palestine gồm các thể chế sau có liên hệ với Tổ chức Giải phóng Palestine (PLO):
- Tổng thống Nhà nước Palestine – nguyên thủ quốc gia, do Hội đồng Trung ương Palestine bổ nhiệm.[52]
- Thủ tướng Nhà nước Palestine - đứng đầu chính phủ, do tổng thống bổ nhiệm.
- Hội đồng Dân tộc Palestine – cơ quan lập pháp thành lập Nhà nước Palestine.[6]
- Hội đồng Hành pháp Tổ chức Giải phóng Palestine – có chức năng của một chính phủ lưu vong,[39][53] duy trì một mạng lưới quan hệ đối ngoại rộng lớn.

Các thể chế này khác biệt với Chủ tịch Chính quyền Dân tộc Palestine, Hội đồng Lập pháp Palestine (PLC) và nội các, là những thể chế liên kết với Chính quyền Dân tộc Palestine.
Văn kiện thành lập Nhà nước Palestine là Tuyên ngôn Độc lập Palestine, và nó cần được phân biệt với Hiến chương Dân tộc Palestine của PlO và Luật Cơ bản Palestine của PNA.

Bản đồ thể hiện các khu vực đang nằm dưới quyền cai quản của chính quyền Palestine với màu đỏ (khu vực A và B).

### Hành chính
Nhà nước Palestine được chia thành 16 đơn vị hành chính.
| Tên                 | Diện tích(km²) | Dân số   | Mật độ (trên km²) | muhfaza hoặc thủ phủ                   |
| ------------------- | -------------- | -------- | ----------------- | -------------------------------------- |
| Jenin               | 583            | 311.231  | 533,84            | Jenin                                  |
| Tubas               | 402            | 64.719   | 160,99            | Tubas                                  |
| Tulkarm             | 246            | 182.053  | 740,05            | Tulkarm                                |
| Nablus              | 605            | 380.961  | 629,68            | Nablus                                 |
| Qalqiliya           | 166            | 110.800  | 667,46            | Qalqilya                               |
| Salfit              | 204            | 70.727   | 346,7             | Salfit                                 |
| Ramallah & Al-Bireh | 855            | 348.110  | 407,14            | Ramallah                               |
| Jericho & Al Aghwar | 593            | 52.154   | 87,94             | Jericho                                |
| Jerusalem           | 345            | 419.108a | 1214,8a           | Jerusalem (trên pháp lý và tranh chấp) |
| Bethlehem           | 659            | 216.114  | 927,94            | Bethlehem                              |
| Hebron              | 997            | 706.508  | 708,63            | Hebron                                 |
| North Gaza          | 61             | 362.772  | 5947,08           | JabalyaBản mẫu:Cit                     |
| Gaza                | 74             | 625.824  | 8457,08           | Thành phố Gaza                         |
| Deir Al-Balah       | 58             | 264.455  | 4559,56           | Deir al-Balah                          |
| Khan Yunis          | 108            | 341.393  | 3161,04           | Khan Yunis                             |
| Rafah               | 64             | 225.538  | 3524,03           | Rafah                                  |

a. Dữ liệu từ Jerusalem bao gồm Đông Jerusalem dưới kiểm soát của Israel cùng cư dân Israel tại đó
Các tỉnh tại Bờ Tây được gộp thành ba khu vực theo Hiệp định Oslo. Khu vực A chiếm 18% diện tích Bờ Tây và do chính phủ Palestine quản lý. Khu vực B chiếm 22% diện tích Bờ Tây và nằm dưới quyền kiểm soát dân sự của Palestine và Israel-Palestine cùng kiểm soát an ninh. Khu vực C, ngoại trừ Đông Jerusalem, chiếm 60% diện tích Bờ Tây và do Chính quyền Dân sự Israel cai quản, song chính phủ Palestine được cung cấp dịch vụ giáo dục và y tế cho 150.000 người Palestine trong khu vực.
Đông Jerusalem được tuyên bố là thủ đô của Palestine, song được quản lý như một phần của quận Jerusalem thuộc Israel, song Palestine yêu sách là bộ phận của tỉnh Jerusalem. Khu vực này bị Israel sáp nhập vào năm 1980, song hành động này không được quốc gia nào công nhận. Trong số 456.000 cư dân tại Đông Jerusalem, khoảng 60% là người Palestine và 40% là người Israel.

### Quan hệ đối ngoại

Công nhận quốc tế của Nhà nước Palestine

Tổ chức Giải phóng Palestine đại diện cho Nhà nước Palestine trong đối ngoại, họ duy trì đại sứ quán tại các quốc gia công nhận Nhà nước Palestine. Tổ chức Giải phóng Palestine được quyền đại diện trong nhiều tổ chức quốc tế với vị thế là thành viên, liên kết hoặc quan sát viên. Do tính không xác định của nguồn, trong một số trường hợp không thể phân biệt đâu là đại biểu PLO nhân danh Nhà nước Palestine, và đâu là nhân danh thực thể phi quốc gia hoặc chính quyền.
Ngày 15 tháng 12 năm 1988, tuyên ngôn độc lập của Nhà nước Palestine từ tháng 11 năm 1988 được Đại hội đồng Liên Hợp Quốc thừa nhận. Tính đến tháng 9 năm 2015, 136 trong số 193 quốc gia thành viên Liên Hợp Quốc đã công nhận Nhà nước Palestine. Nhiều quốc gia không công nhận Nhà nước Palestine song công nhận Tổ chức Giải phóng Palestine là "đại biểu của nhân dân Palestine". Ủy ban hành pháp của PLO được trao quyền thi hành các chức năng chính phủ của Nhà nước Palestine.
Ngày 29 tháng 11 năm 2012, Nghị quyết số 67/19 của Đại hội đồng Liên Hợp Quốc được thông qua, nâng cấp Palestine lên vị thế "nhà nước quan sát viên phi thành viên" tại Liên Hợp Quốc. Việc thay đổi vị thế này được mô tả là công nhận thực tế chủ quyền quốc gia của Palestine".

## Nhân khẩu
Theo Cục Thống kê Trung ương Palestine, Palestine có khoảng 4.420.549 người vào năm 2013. Với diện tích 6.220 km² (2.400 sq mi), có một mật độ dân số 731 người/km². Với mật độ dân số trung bình của thế giới là 53 người/km² dựa trên dữ liệu từ ngày 05 tháng 7 năm 2014 thì đây là khu vực có mật độ dân số cao.

### Tôn giáo
| Tôn giáo của người Palestine (thống kê năm 2017) | Tôn giáo của người Palestine (thống kê năm 2017) | Tôn giáo của người Palestine (thống kê năm 2017) | Tôn giáo của người Palestine (thống kê năm 2017) | Tôn giáo của người Palestine (thống kê năm 2017) |
| ------------------------------------------------ | ------------------------------------------------ | ------------------------------------------------ | ------------------------------------------------ | ------------------------------------------------ |
|                                                  |                                                  |                                                  |                                                  |                                                  |
| Hồi giáo                                         | Hồi giáo                                         |                                                  | 98.97%                                           | 98.97%                                           |
| Kitô giáo                                        | Kitô giáo                                        |                                                  | 1.00%                                            | 1.00%                                            |
| Tôn giáo khác                                    | Tôn giáo khác                                    |                                                  | 0.03%                                            | 0.03%                                            |

93% người Palestine theo Hồi giáo, đại đa số là những người tín đồ Hồi giáo Sunni, với một thiểu số là Ahmadiyya, và 15% là người Hồi giáo không giáo phái. Người Palestine theo Kitô giáo chiếm 6%, theo sau là nhỏ hơn nhiều tôn giáo cộng đồng, bao gồm Druze và Samaritan. Người Do Thái Palestine, người được quy định bởi Hiến chương Quốc gia Palestine và PLO như những "người Do Thái đã thường trú ở Palestine cho đến trước khi Do Thái xâm lược", hầu như quên nguồn gốc đó và đưa mình trở thành người Do Thái của Israel.